# Claude Lauzzana
 (octobre 2009).
Si vous disposez d'ouvrages ou d'articles de référence ou si vous connaissez des sites web de qualité traitant du thème abordé ici, merci de compléter l'article en donnant les références utiles à sa vérifiabilité et en les liant à la section « Notes et références ».
Pour les articles homonymes, voir Lauzzana.
Claude Lauzzana ou Lauzzana est un musicien, auteur-compositeur-interprète, arrangeur et producteur d'origine italienne né à Lausanne en Suisse.

## Biographie
Claude Lauzzana débute à sept ans comme chanteur soliste dans le chœur de la Basilique Notre-Dame du Valentin à Lausanne, en Suisse, sous la direction de Michel Corboz. Il entre ensuite en classe professionnelle au Conservatoire de musique de Lausanne de 1969 à 1977 et il sort diplômé de la Swiss Jazz School de Berne en 1980. 
Fondateur et directeur musicale de l'Orchestre à musiques, un big band de 25 musiciens, danseurs et chanteurs lyrique,) il crée trois œuvres musicales et scéniques (livrets de Pierre Louis Péclat), L’Opéra gouffre, Fost folize et Equivox, qui sont jouées au théâtre de Vidy à Lausanne. Par ailleurs, il collabore avec de nombreux chanteurs français tels que Michel Jonasz (de 1996 à 2001), Catherine Lara (de 1980 à 1992), Maurane ou Véronique Sanson, ainsi que des artistes internationaux comme Duran Duran (Big Thing, 1988), Richard Cocciante, The Prophet, Diane Tell etc.
Il participe également à un certain nombre d'émissions de variété comme Sacrée Soirée, Taratata, Fréquence Starou encore Les Rendez-vous du dimanche. 
S'étant absenté de la scène musicale pendant 8 ans, il sort en 2009 un nouvel album, Girasol.
- 1973 : Sortie de son premier vinyle, intitulé « Extra Muros ».
- 1974 : Sortie de l’album « L’orchestre à musique ».
- 1978 : Il écrit la musique de « Fostfolize », comédie ballet créée pour le Festival de la Cité à Lausanne
- 1979 : Claude Lauzzana écrit la musique de la création « Équivoxe », toujours pour le Festival de la Cité à Lausanne.
- 1980 : Il fait les chœurs sur l’album « Nuit Magique » de Catherine Lara.
- 1987 : Au Bourget, à l’occasion de la réélection de François Mitterrand, Claude Lauzzana chante devant plus de 35 000 personnes.
- 1991 : Il joue le rôle d’Alfred de Musset dans l’opéra rock « Sand et les romantiques » de Catherine Lara et Luc Plamondon. Sortie de son album « Between you and me ».
- 1993 : Il joue en première partie de Laurent Voulzy au Nouveau Casino.
- 1996 : Il dirige et arrange les chœurs sur l’album « Soul Music Airlines » de Michel Jonasz.
- 2001 : Claude Lauzzana estdirecteur musical sur l’album live de Michel Jonasz « Olympia 2000 ».
- 2007 : Sortie de son album « Girasol ».

## Discographie
Albums personnels
- Extra Muros (1972 - Evasion/Warner Bros)
- Claude Lauzzana, Single (1973 - Evasion)
- Fost Folize (1977 - Evasion)
- Sand et les romantiques, texte de Luc Plamondon, avec le London Symphony Orchestra (1992 - Trema/Sony Music)
- Between you and me (1992 - EMI)
- Call me now, Single (1994 - EMI)
- Girasol (2009 - Lazland).

Musiques de films
- Winnie l'ourson 2 : Le Grand Voyage, générique de fin du film d'animation de Buena Vista Pictures Distribution, 1993.
- Palais Royal, court-métrage de Christophe Monier, 1994[4]
- Une vue imprenable, court-métrage de Amal Bedjaoui, 1994[5]

Divers
- publicités : Bonbons Krema, Cheminée Filippe, Ushuaia
- jingles radio (RTL2) et TV (J'ai la mémoire qui flanche pour Antenne 2)

## Concerts et festival
- Festival de jazz de Montreux (Suisse) en 1983
- Francofolies de Spa (Belgique)
- Festival d'été de Ljubljana (Slovénie)
- Festival international de la chanson de Granby (Canada)
- Festival international du cinéma expérimental de Knokke-le-Zoute (Belgique)
- première partie des concerts de Laurent Voulzy au Casino de Paris (1993)
- première partie de Catherine Lara (tournée Rock de chambre) à l'Olympia de Paris (1985).

En 1987 il est invité à chanter au meeting du Bourget pour la réélection de François Mitterrand où il improvise a cappella devant 35 000 personnes. 

## Sources
- Publications de et sur Claude Lauzzana dans le catalogue Helveticat de la Bibliothèque nationale suisse